# ليزلي كريبس
ليزلي كريبس هي لاعبة اتحاد الرغبي كندية، ولدت في 24 سبتمبر 1977.